# جيمس غالاغير (لاعب كرة قاعدة)
جيمس غالاغير (بالإنجليزية: James Gallagher)‏ هو لاعب كرة قاعدة أمريكي، ولد في 3 سبتمبر 1985 في بيتسبرغ في الولايات المتحدة.

## وصلات خارجية
- جيمس غالاغير على موقعبيزبول رفرنس.كوم (الدوري الثانوي) (الإنجليزية)